# Licor de Amêndoa Amarga
O Licor de Amêndoa Amarga, conhecido também como amêndoa amarga ou simplesmente amarguinha, é uma bebida alcoólica doce, originária de Portugal, mais especificamente da região do Algarve. Uma bebida espessa, de cor amarela-clara e com um teor alcoólico de cerca de 20%, é um dos licores mais famosos do país. É feito a partir da semente da amêndoa amarga, à semelhança do italiano Amaretto.

## Origem/Fabrico

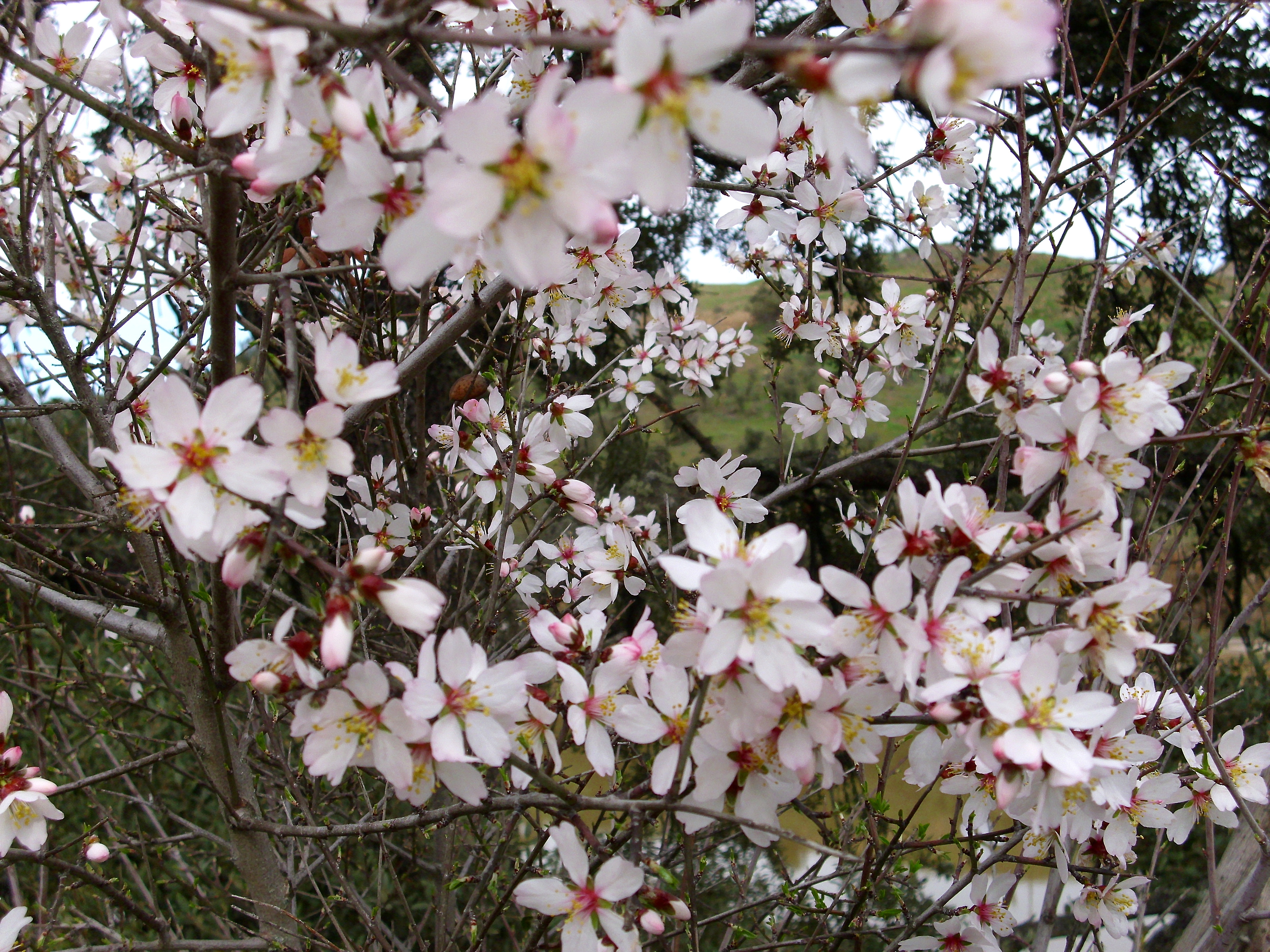
Flores da Prunus dulcis var. amara, a amêndoa amarga

A amêndoa amarga (Prunus dulcis var. amara), apesar de abundante na região do Algarve, não era normalmente consumida. Isto devia-se não só ao seu sabor amargo característico, mas também à grande concentração de cianeto presente nas mesmas, podendo provocar efeitos severos ou até mesmo letais em quem as ingira em grande quantidade.
No entanto, após os processos de esmagamento, maceração e destilação, elimina-se os vestígios de cianeto e o amargor desagradável. O resultado é uma bebida licorosa, doce e suave, sem vestígios das características mais negativas da sua matéria-prima.

## Marcas
O licor de amêndoa amarga é produzido por várias marcas em Portugal, maioritariamente originárias do sul do país. Entre elas destacam-se a Amarguinha, o Licor de Amêndoas de Portugal, a Xarão Licores e a Milbar.

## Consumo
O licor de amêndoa amarga é tradicionalmente consumido na forma de aperitivo, digestivo ou na composição de cocktails. É frequentemente servido com gelo e com limão, cuja acidez serve para “cortar” o sabor doce da bebida.